# KY Cygni
KY Cygni  är en röd superjätte och en av de största stjärnorna som astronomerna känner till. Den är belägen i stjärnbilden Svanen. KY Cygni är en av de största och mest ljusstarka stjärnorna, med en luminositet på mer än 300 000 gånger den hos solen, med en radie på över 1 000 gånger solens radie. Om den placerades i mitten av solsystemet skulle den utbreda sig förbi Jupiters eller Saturnus omloppsbana. Avståndet till KY Cygni är ca 5 200 ljusår. KY Cygnis diameter är ungefär 1 420 större än solens.

## Observationer
KY Cygni ligger nära den ljusa öppna stjärnhopen NGC 6913, men antas inte ingå i denna. Dess placering på himlen ligger nära den ljusa stjärnan Gamma Cygni. Den identifierades som en variabel stjärna 1930, och benämndes senare KY Cygni. Spektret fick MK-klassificeringen M3 Ia, med endast mindre justeringar senare. Den är kraftigt rodnande på grund av interstellär skymning, och förlorar uppskattningsvis 7,75 enheter i magnitud vid våglängder av synligt ljus. Den skulle vara synlig för blotta ögat om ingen skymning förekom.

## Egenskaper
KY Cygni är en stor ljusstark superjätte med stark stjärnvind. Den förlorar massa med en takt, som är en av de högsta, som är känd för en röd superjätte och har beskrivits som en kall hyperjätte.
Dess egenskaper är osäkra, men temperaturen är ca 3 500 K och ljusstyrkan mer än 100 000 gånger solens. En modellpassning baserad på infraröd ljusstyrka i K-bandet ger en luminositet på 273 000 gånger solens, motsvarande en radie som är 1 420 gånger solens radie. En annan modell baserad på synligt ljus ger en oväntat stor luminositet på 1 107 000 gånger solens, med skillnaden beroende huvudsakligen på antaganden om skymningsgraden. Radien som motsvarar den högre ljusstyrkan skulle vara 2 850 gånger solens. Dessa parametrar är högre än förväntat för någon röd superjätte, vilket gör dem tveksamma. På senare tid har integreringen av den spektrala energifördelningen över ett heltäckande spann av våglängder från U-bandet till 60 mikron mikrovågbandet givit en jämn fördelad lägre ljusstyrka på 138 000 gånger solens.

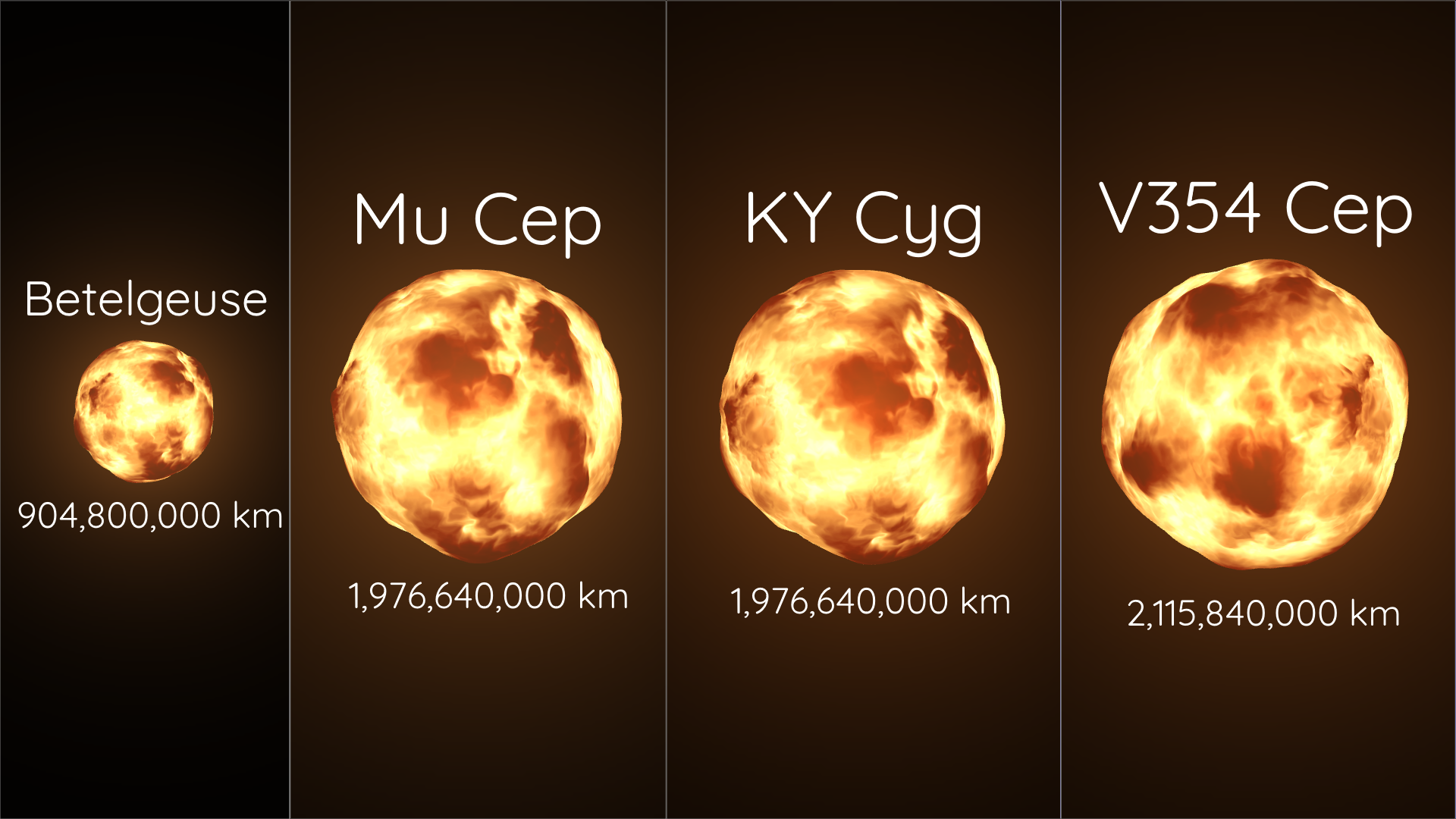
Storleksjämförelse Betelgeuse, My Cephei, KY Cygni och V354 Cephei, enligt Emily Levesque.

KY Cygni är en variabel stjärna av typen långsam irreguljär variabel, med en stor amplitud men avsaknad av tydlig periodicitet. Ibland varierar den snabbt, men är vid andra tillfällen ganska konstant under långa perioder. Intervallet för den fotografiska magnituden anges som 13,5 - 15,5, medan den visuella magnituden varierar i intervallet 10,60 – 11,74.